# 1844 a tudományban
Az 1844. év a tudományban és a technikában.

## Kémia
- Karl Ernst Claus vegyész, a kazáni egyetem professzora felfedezi a ruténiumot

## Technika
- május – Samuel Morse először küld szöveges üzenetet morzekóddal (Washingtonból Baltimore-ba)
- Ganz Ábrahám vasöntőmester Budán vasöntödét létesít és ezzel megveti a későbbi világhírű Ganz vállalatok alapjait
- Uriah A. Boyden javított teljesítményű belülről-kifelé áramló vízturbinát fejleszt ki

## Születések
- január 4. – Lengyel Béla magyar vegyész, akadémikus, egyetemi tanár († 1913)
- február 1. – Granville Stanley Hall amerikai pedagógus, filozófus, pszichológus. Az amerikai pszichológia történetének meghatározó alakja († 1924)
- február 20. – Ludwig Boltzmann osztrák fizikus, a statisztikus mechanika egyik megalapítója († 1906)
- július 17. – Wartha Vince magyar kémikus, műegyetemi tanár, a Magyar Tudományos Akadémia tagja († 1914)
- július 29. – Borbás Vince magyar egyetemi tanár, a 19. század legnagyobb magyar botanikusa, rendszertanász, a magyar flóra- és növényföldrajzi kutatás korszerűsítője († 1905)
- augusztus 13. – Friedrich Miescher svájci biokémikus, aki elsőként különített el és azonosított nukleinsavat († 1895)
- szeptember 17. Puskás Tivadar magyar mérnök, a telefonhírmondó feltalálója († 1893)
- szeptember 24. – Max Noether német matematikus († 1921)
- november 25. – Karl Benz német mérnök, a modern gépkocsitechnika egyik úttörője († 1929)

## Halálozások
- június 19. – Étienne Geoffroy Saint-Hilaire francia zoológus (* 1772)
- július 27. – John Dalton angol fizikus és kémikus, az atomelmélet védelmezője (* 1766)
- augusztus 30. – Francis Baily csillagász (* 1773)